# UNIAN

Logo UNIAN

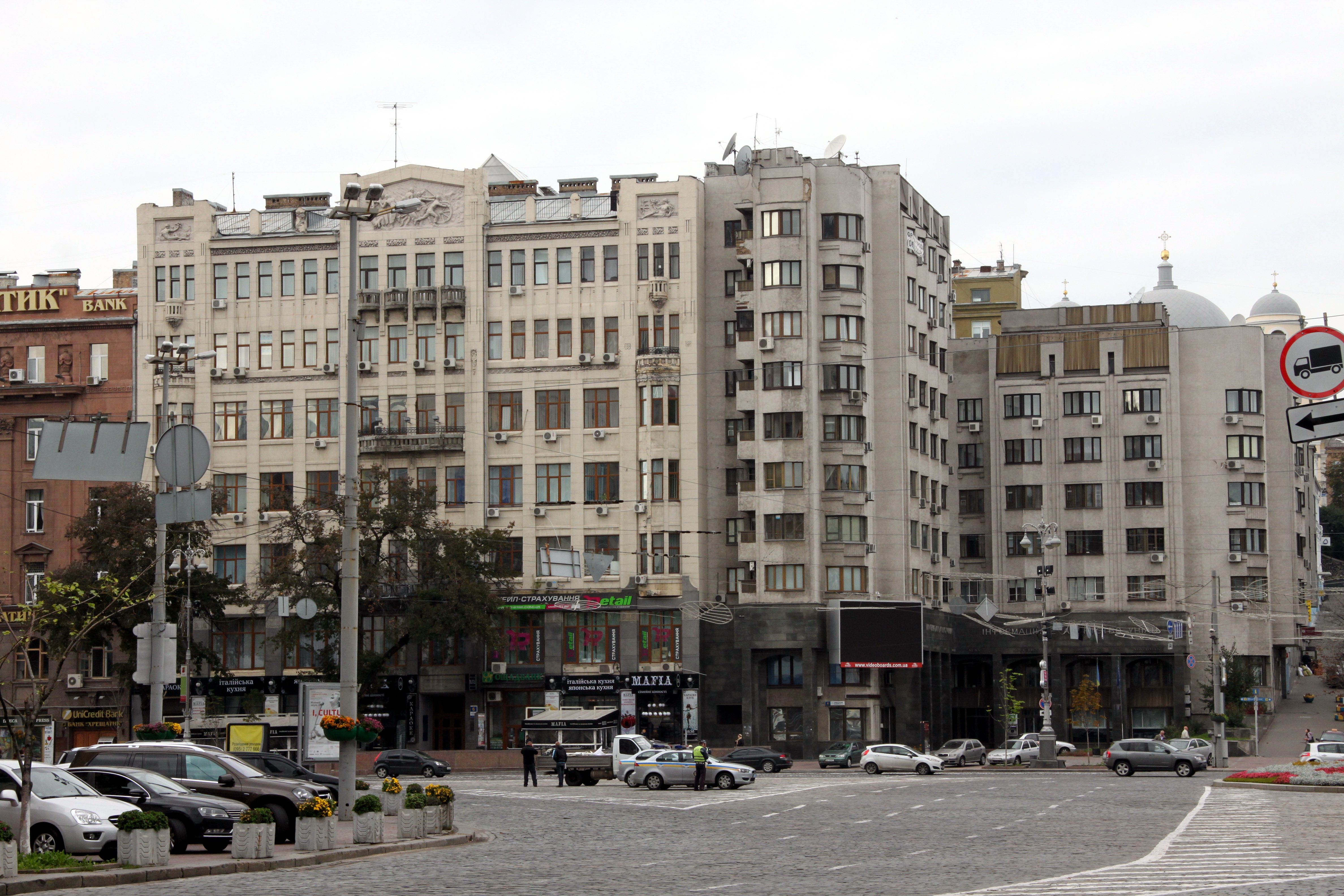
Sitz der UNIAN in Kiew

Die UNIAN (für Ukrainische Unabhängige Informationsagentur, ukrainisch Українське Незалежне Інформаційне Агентство Новин, УНІАН Ukrayins'ke Nezalezhne Informatsiyne Ahentstvo Novyn) mit Sitz in Kiew ist eine private ukrainische Nachrichtenagentur. Sie produziert und liefert politische, wirtschaftliche und finanzielle Informationen sowie einen Foto-Reportservice.
Unian besitzt einen eigenen Fernsehsender (UNIAN TV) und gehört zur ukrainischen 1+1 TV- und Mediengruppe, die wiederum seit 2010 mehrheitlich im Besitz des Oligarchen Ihor Kolomojskyj ist.

## Kunden
Zu den Kunden gehören Associated Press, Voice of America, die BBC, Reuters, die Deutsche Welle und ITAR-TASS.